# A33 (Italië)
De A33 is een autosnelweg in het westen van Italië. Deze weg is 94 kilometer lang en verbindt de steden Asti en Cuneo. De E74 lift over de gehele lengte mee en tevens lift de A33 zelf een aantal kilometer mee met de A6 Turijn-Savona.